# Crisilla innominata
Crisilla innominata is een slakkensoort uit de familie van de Rissoidae. De wetenschappelijke naam van de soort is voor het eerst geldig gepubliceerd in 1897 door Watson.